# Koreasat 1
O Koreasat 1, também conhecido por Mugungwha 1 e Europa*Star B,  foi um satélite de comunicação geoestacionário sul-coreano que foi construído pela Martin Marietta e Lockheed Martin Astro, ele esteve localizado na posição orbital de 116 graus de longitude leste e foi operado inicialmente pela Korea Telecom e posteriormente pela Europa*Star. O satélite foi baseado na plataforma AS-3000 e sua expectativa de vida útil era de 12 anos. O mesmo foi desativado e transferido para a órbita cemitério em dezembro de 2005.

## História
O Koreasat 1 foi projetado para fornecer cobertura de TV para a Coreia do Sul e outros países asiáticos.
Durante o lançamento do Koreasat 1 um dos nove propulsores sólidos do veículo de lançamento Delta-7925 não se separar do foguete, que, portanto, não conseguiu alcançar a órbita geoestacionária. Então, foi usado um pouco do combustível reservado no satélite para movê-lo para a órbita geoestacionária (sobre as Ilhas Salomão). Esta perda de combustível implicou em uma redução na sua vida útil operacional para 4,5 anos. O Koreasat 1 foi vendido para a Europa*Star que o renomeou para Europa*Star B. Em julho de 2009. O satélite saiu de serviço e foi movido para a órbita cemitério em dezembro de 2005.

## Lançamento
O satélite foi lançado ao espaço no dia 5 de agosto de 1995, por meio de um veiculo Delta-7925, lançado a partir da Estação da Força Aérea de Cabo Canaveral, na Flórida, EUA. Ele tinha uma massa de lançamento de 1.464 kg.

## Capacidade e cobertura
O Koreasat 1 era equipado com 15 transponders em banda Ku para fornecer serviços de telecomunicações inicialmente para a Coreia do Sul e outros países asiáticos e posteriormente para a Europa.